# Pedicularis ludlowiana
Pedicularis ludlowiana är en snyltrotsväxtart som beskrevs av Tsoong. Pedicularis ludlowiana ingår i släktet spiror, och familjen snyltrotsväxter. Inga underarter finns listade i Catalogue of Life.